# Сидерский, Зиновий Осипович
Зиновий Осипович Сиде́рский (укр. Сідерський Зіновій Осипович, при рождении Залман Ошерович Сидерский; 16 [28] декабря 1897, Ковно — 22 августа 1938, Киев) — украинский советский политический деятель, исполняющий обязанности народного комиссара земледелия Украинской ССР, один из организаторов украинского кинопроизводства 1920-х годов. Член ЦК КП(б)У и Организационного бюро ЦК КП(б)У в июне 1937 — январе 1938 годов. Во время сталинского террора был репрессирован и расстрелян, впоследствии реабилитирован.

## Биография
Родился 16 (28) декабря 1897 года в Ковно, в семье портного Ошера-Лейба Сидерского (1859—?) и Цыпы Хаим-Мордхелевны Сидерской, уроженцев местечка Бальвержишки Мариампольского уезда Сувалкской губернии.
В 1913 году окончил ремесленное училище в городе Ковно. С наступлением немецких войск в Первую мировую его семья стала беженцами. В 1915 году учился в художественной школе в городе Пензе. В 1915—1918 годах — ученик реальных училищ в городах Пензе и Минске. В сентябре 1918 года окончил Минское реальное училище. В сентябре — декабре 1918 годах работал репетитором, давал частные уроки в городе Ромны.
Принимал участие в установлении советской власти. В 1917—1918 годах — член Украинской партии социалистов-революционеров, затем украинских левых эсеров (боротьбистов) (по другим данным - российских левых эсеров). В октябре 1918 года вступил в РКП(б).
В декабре 1918 — марте 1919 гг. — заместитель председателя Роменской уездной чрезвычайной комиссии (ЧК) Полтавской губернии. При его содействии в Ромнах в 1918 году Иваном Кавалеридзе были созданы памятники героям революции и Тарасу Шевченко (последний был одним из первых в мире).
С марта по август 1919 года — курсант 2-х военно-инженерных командных курсов РККА в Киеве. В августе-декабре 1919 г. — партийный работник большевистского подполья города Екатеринослава. В декабре 1919 — марте 1920 гг. — начальник политического секретариата 24-й отдельной бригады РККА. В марте — июле 1920 г. — помощник военного комиссара Роменского уездного военкомата. В июле — декабре 1920 г. — командир отряда по борьбе с бандитизмом в Роменском уезде.
В декабре 1920 — августе 1921 гг. — секретарь Роменского уездного комитета КП(б)У Полтавской губернии. В августе 1921 — марте 1922 гг. — секретарь Прилуцкого уездного комитета КП(б)У Полтавской губернии.
В марте 1922 — марте 1923 годов заведовал Полтавским губернским политико-просветительским отделом. В марте 1923 — апреле 1924 гг. — секретарь Полтавского городского комитета КП(б)У Полтавской губернии. Работая в Полтаве, способствовал направлению на обучение в местный украинский музыкально-драматический театра Ивана Козловского, который проходил военную службу в Полтаве в 1920—1923 гг.
В апреле 1924 — августе 1925 гг. — инструктор и заведующий отделом агитации и пропаганды Черниговского губернского комитета КП(б)У.
В августе 1925 — сентябре 1927 гг. — ответственный секретарь Глуховского окружного комитета КП(б)У. Пребывая на различных партийных должностях в 1920-е, просил направить его на учёбу в политехнический институт, но запрос удовлетворён не был. В свободное время увлекался живописью, фотографией и коллекционированием.
В сентябре 1927 — августе 1928 гг. — заместитель председателя правления ВУФКУ (Всеукраинское фотокиноуправление), один из организаторов украинского кинопроизводства. В частности, привлёк в кино Ивана Кавалеридзе, с которым был знаком еще со времен работы в Ромнах.
В августе 1928 — январе 1930 гг. — заместитель заведующего организационно-распределительного отдела Киевского окружного комитета КП(б)У.
Накануне Голодомора, в январе 1930 — 4 мая 1932 гг. — заместитель народного комиссара земледелия Украинской ССР.
В феврале 1932 — феврале 1933 гг. — ответственный секретарь Херсонского городского комитета КП(б)У. В феврале 1933 — марте 1934 гг. — управляющий Одесского отделения Трактороцентра в Одессе.
В марте 1934 — сентябре 1935 гг. — заведующий сельскохозяйственным отделом ЦК КП(б)У.
В августе 1935 — апреле 1937 годов — направлен в Тирасполь в качестве 1-й секретаря Молдавского областного комитета КП(б)У.
В апреле — июле 1937 г. — заведующий отделом руководящих партийных органов ЦК КП(б)У.
В июле — ноябре 1937 г. — 1-й заместитель народного комиссара земледелия Украинской ССР. В октябре — ноябре 1937 г. — исполняющий обязанности народного комиссара земледелия Украинской ССР.
На XIII съезде Компартии большевиков Украины 27 мая — 3 июня 1937 года председатель Всеукраинской сельскохозяйственной академии Тесленко выступил с обвинениями Сидерского в том, что тот в «классовой борьбе на участке сельхознаук поддерживал врагов», а также ссылался на собственное заявление от 19 марта 1937 года в адрес Косиора и Ежова о «преступлениях Сидерского».
Арестован 26 ноября 1937 года. Сына Владимира (род. 07.07.1926) затем также отправили в лагеря (с 1946 до 1951 года); в пожилом возрасте он возглавлял киевский союз бывших узников ГУЛАГа.
22 августа 1938 года Военная Коллегия Верховного суда СССР осудила Зиновия Сидерского за «участие в антисоветской террористической организации, существовавшей в Наркомземе УССР, и за шпионаж в пользу польской разведки» к расстрелу. Приговор приведён в исполнение в тот же день. Посмертно реабилитирован 21 марта 1958 года.